# Dudusa baibarana
Dudusa baibarana är en fjärilsart som beskrevs av Matsumura 1929. Dudusa baibarana ingår i släktet Dudusa och familjen tandspinnare. Inga underarter finns listade i Catalogue of Life.